# Сабашников, Михаил Васильевич
Михаил Васильевич Сабашников (22 сентября [4 октября] 1871, Москва, Российская империя — 12 февраля 1943, Москва, СССР) — русский и советский книгоиздатель, сахарозаводчик, политический деятель.

## Биография

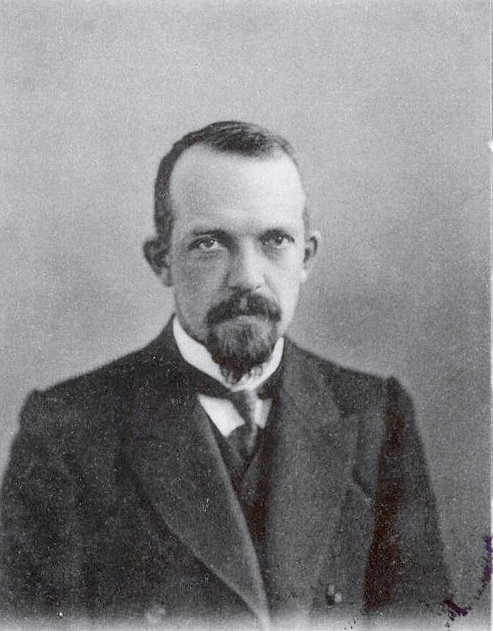
М. В. Сабашников, 1907

Родился в Москве в купеческой семье Сабашниковых, переехавшей из Кяхты в 1869 году. Получил домашнее образование вместе с братом Сергеем под руководством Н. В. Сперанского, увлекался естественными науками.
В 1891 году вместе со своим младшим братом Сергеем Сабашников начал финансировать издание книг своих домашних преподавателей, а в 1897 году они организовали в Москве книжное издательство, названное «Издательство М. и С. Сабашниковых», которое в общей сложности выпустило около 600 книг.
В 1892, сдав экстерном экзамены за полный курс гимназии, поступил на естественное отделение физико-математического факультета Московского университета, который окончил в 1896 году. Ученик М. А. Мензбира, занимался научной работой вместе с Н. К. Кольцовым и А. Н. Северцовым. Сравнительную эмбриологию изучал частным образом у профессора В. Н. Львова. Сабашников сохранял связи с Московским университетом и после его окончания, выпуская в своём издательстве книги многих университетских учёных и тем самым поддерживая авторов материально.
С 1896 года — совладелец сахарного завода в Курской губернии. М. В. Сабашников был директором-распорядителем и председателем правления «Товарищества Любимовского свеклосахарного завода», членом администрации Богородицкого и Товарковского сахарных заводов графа В. А. Бобринского (в Тульской губернии), заместителем председателя администрации, учрежденной по делам Кондитерской фабрики и «Товарищества на паях А. И. Абрикосова сыновей» в Москве (1907), членом правления Всероссийского общества сахарозаводчиков (1900), выборным Московского биржевого общества (1915—1918).
М. В. Сабашников активно занимался политической деятельностью, с 1902 года был членом сначала «Союза освобождения», затем партии кадетов (с 1905 года — член ЦК этой партии, с 1906 года — главный партийный казначей).
Был гласным Покровского (Владимирской губернии) и Суджанского (Курской губернии) уездных земских собраний.
В 1913 и 1917 годах избирался гласным Московской городской думы.
Активно занимался общественной деятельностью, работал во Всероссийском Союзе Городов, был председателем правления Народного университета А. Л. Шанявского.
После Февральской революции Сабашников вновь вошёл в состав ЦК партии кадетов, активно участвовал в работе Государственного совещания. После прихода к власти большевиков он принимал активное участие в деятельности подпольной антисоветской организации «Девятка». В 1918 году был арестован первый раз; освобождён по поручительству большевика М. Ф. Владимирского, в 1920 году арестовывался ещё дважды. С июля 1921 года был членом правления и казначеем Всероссийского комитета помощи голодающим и в этом же году, вместе с членами Комитета, арестован в четвёртый раз. Но всякий раз выходил на свободу.
Продолжил заниматься книгоиздательством с момента возрождения в период НЭПа деятельности своего издательства. В 1930 году арестован в последний раз и в этом же году «издательство М. и С. Сабашниковых» было ликвидировано и преобразовано в кооперативную промысловую артель «Север». С 1934 года он работал ответственным редактором в артели «Сотрудник», печатавшей учебные пособия, чертежи и т. п.

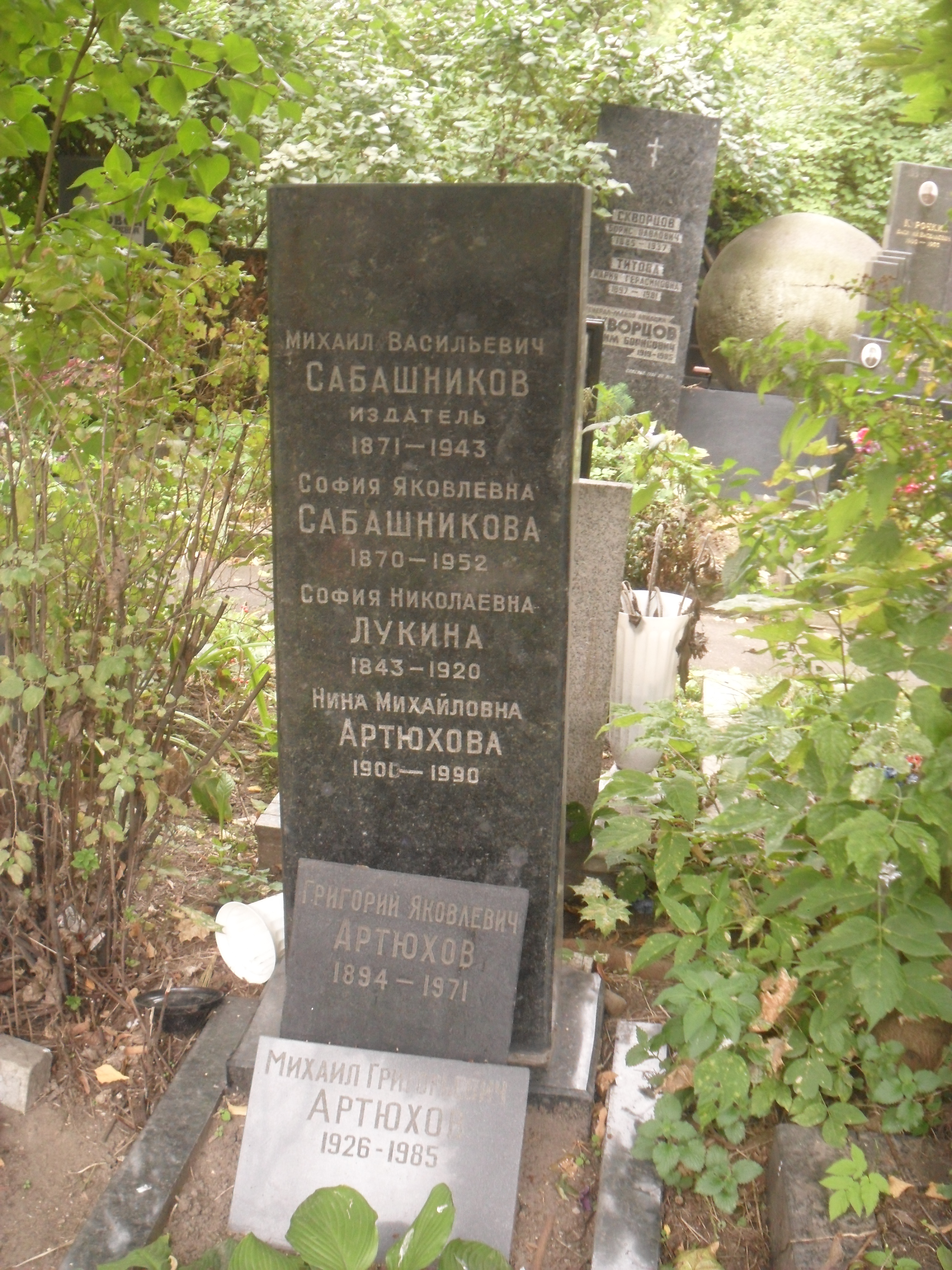
Могила Сабашникова на Новодевичьем кладбище Москвы.

Умер 12 февраля 1943 года, похоронен на Новодевичьем кладбище Москвы.

## Семья
- Жена — София Яковлевна, урождённая Лукина (1870—1952)
  - Сын — Сергей Михайлович Сабашников (1898—1952), издательский работник, технический руководитель кооперативного товарищества «Сотрудник» Управления промкооперации при СНК СССР, арестован 18 сентября 1943, 8 апреля 1944 года осуждён ОСО при НКВД СССР на 10 лет ИТЛ. Срок отбывал в Заярске, Тайшете, Находке. 30 июня 1952 арестован по обвинению в террористической деятельности осуждён Военной коллегией Верховного суда СССР к расстрелу. Расстрелян 26 августа 1952 в Москве, прах на Донском кладбище. Реабилитирован 9 мая 1957 ВКВС СССР[5]. Жёны: 1) Вера Николаевна Зорич (1901—1983); 2) Нина Сергеевна Фелицына (1904—1989)[6]
  - Дочь — Нина Михайловна (1900—1990), замужем (с 1926) за Г. Я. Артюховым (1894—1971), агрономом по образованию, пропагандистом фотоохоты, автором книг.
  - Дочь — Татьяна Михайловна (1903—1979), замужем (с 1923) за писателем Л. М. Леоновым[7].
- Сестра — Екатерина (1859—1930), замужем за Александром Ивановичем Барановским, юристом, мировым судьёй в Петербурге
- Сестра — Антонина (1861—1945),
- Брат — Фёдор (1869—1927),
- Брат — Сергей (1873—1909).

## Издания
Мемуары М. В. Сабашникова неоднократно издавались:
- Сабашников М. В. Воспоминания. — М.: Книга, 1983. — 464 с.
  -  — М.: Книга, 1988. — 512 с. ISBN 5-212-00019-X
- Записки Михаила Васильевича Сабашникова. — М.: Изд-во имени Сабашниковых, 1995. — 592 с. — (Записи Прошлого). — 15 000 экз. — ISBN 5-8242-0030-0.
  - Записки. Письма. — М.: Изд-во имени Сабашниковых, 2011. — ISBN 5-8242-0124-2
- Сабашников М. В. Письма. Дневники. Архив. — М.: Изд-во имени Сабашниковых, 2011. — ISBN 5-8242-0129-3